# 아이폰 3G
아이폰 3G는 애플이 제작 및 판매하는 스마트폰으로, 1세대 아이폰의 후속 모델이다. 아이폰 3G는 2008년 6월 9일 WWDC 2008에서 스티브 잡스가 공개했으며, 대한민국에는 2009년 11월 28일에 아이폰 3GS와 함께 출시되었다. 아이폰 3G의 소프트웨어는 전작과 비슷하지만, 아이폰 3G에는 GPS와 3G 데이터, UMTS/ HSDPA 등의 하드웨어 기술이 추가되었다. 아이폰 OS 2가 탑재되어있으며, 이러한 새로운 운영 체제는 푸쉬 이메일, Turn-by-turn 네비게이션 등의 기술과 새로운 애플리케이션 배포 플랫폼인 앱 스토어가 처음 선보여졌다.

## 역사
2008년 7월 11일, 애플은 2가지 스토리지 옵션인 8GB와 16GB로 22개국에 걸쳐 아이폰 3G를 출시했는데, 16GB 모델은 블랙과 화이트로만 제작되었다. 미국에서 8GB 모델은 평균 199달러로, 16GB 모델은 평균 299달러로 판매되었다.
아이폰 3G는 1년 뒤 후속기기인 아이폰 3GS가 출시되면서 가격이 인하되어 이후 아이폰 3G는 저가폰으로 간주되었고, 이후 미국에서는 아이폰 3G가 99달러로 8GB 모델로만 판매되었다. 2010년 6월 7일, 아이폰 3G는 최종적으로 단종되었다.

## 반응
월스트리트 저널의 월트 모스버그는 이 기기를 "이미 훌륭한 기기의 더 실용성 있는 버전"이라고 칭찬했다. 그러나 그는 아이폰 3G가 제작비보다 높은 가격이라며 "숨겨진 비용"이 있다고 언급했다.

### 문제

#### 배터리
아이폰 3G와 호환되던 iOS 4는 2010년 6월 21일에 출시되었는데, 월스트리트 저널에서는 2010년 7월 28일 신문에서 iOS 4로 업데이트된 아이폰 3G는 느리고 배터리 수명이 줄었으며, 지나치게 뜨거워졌다고 보도했다.

## 사진

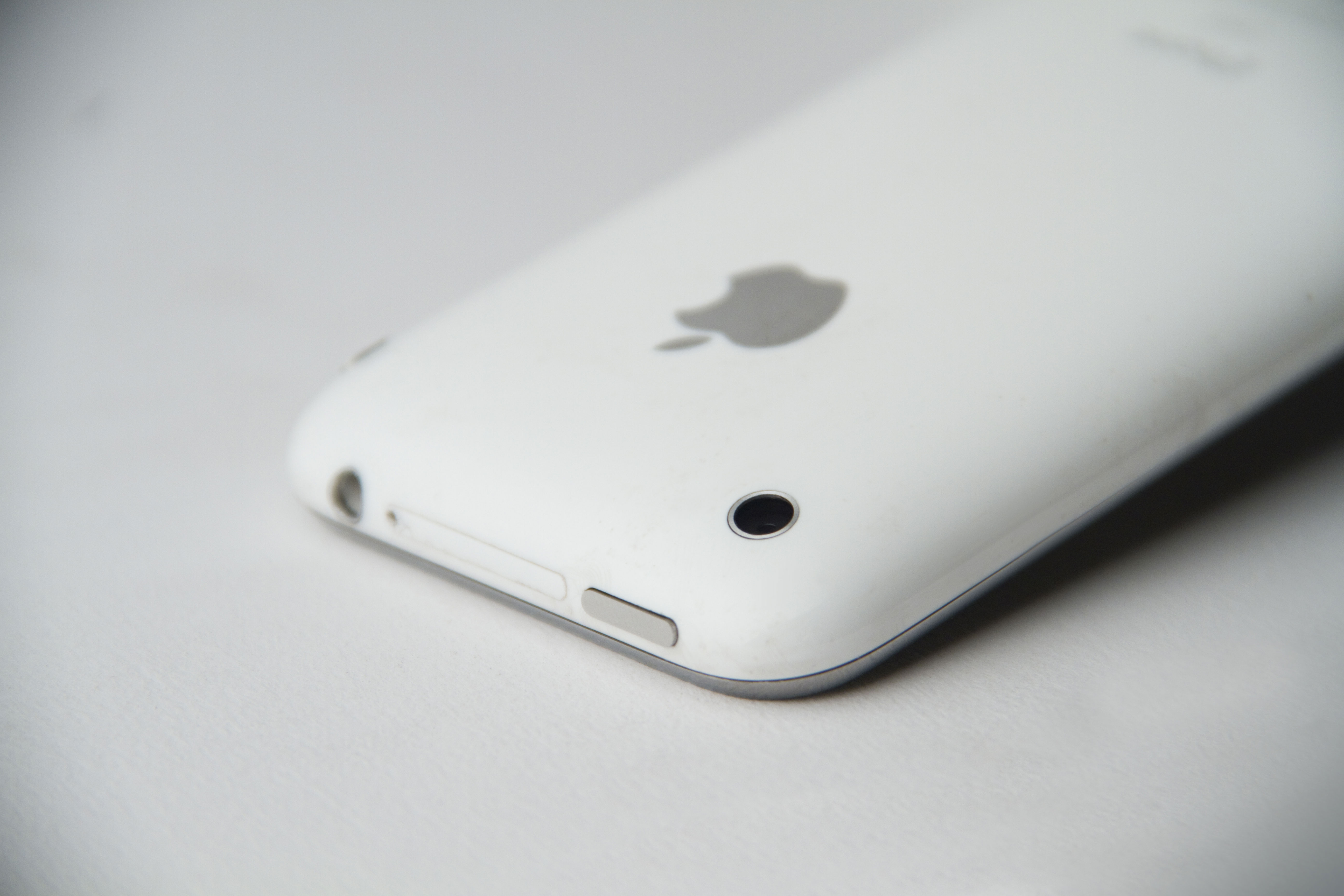
아이폰 3G의 뒷면
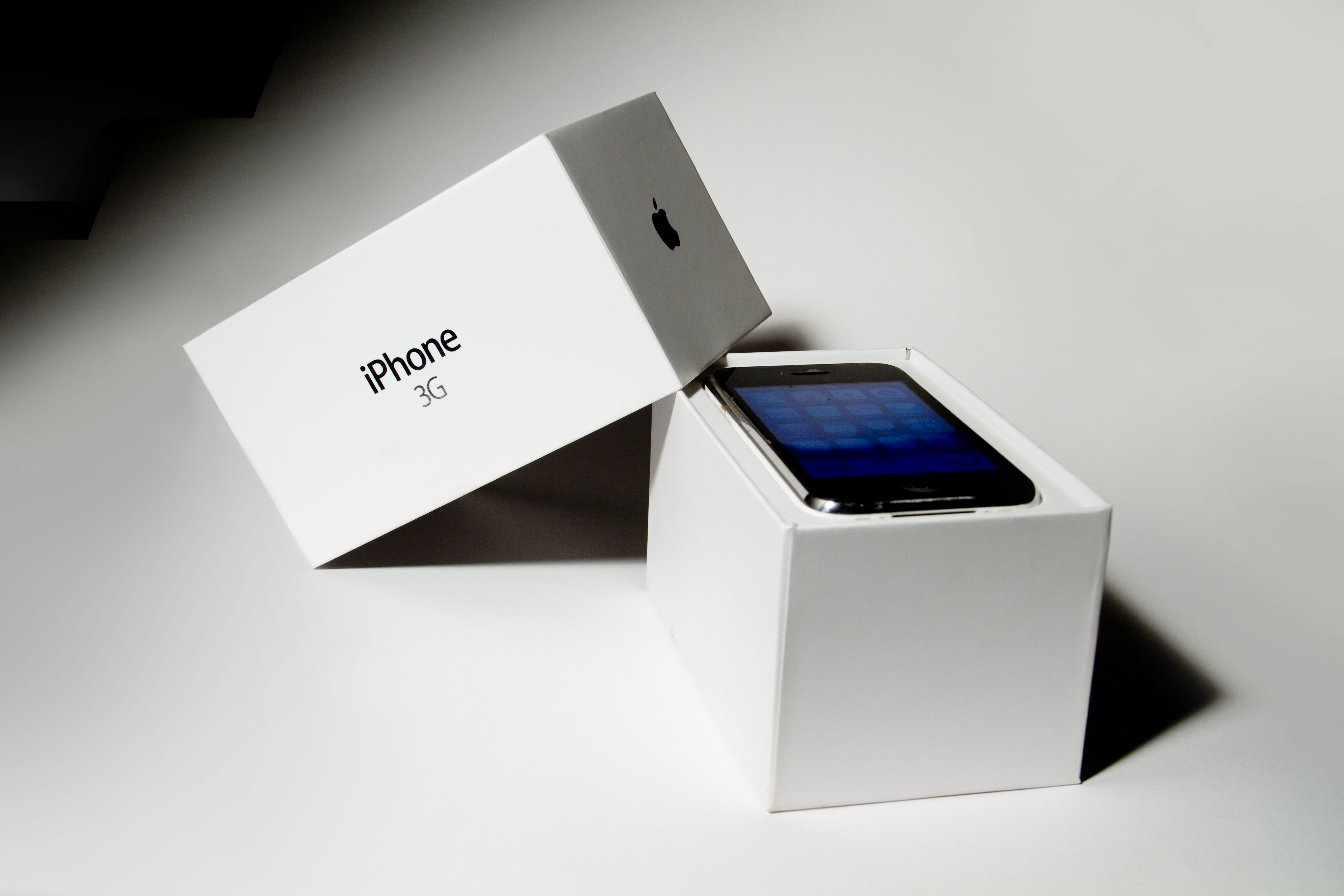
아이폰 3G의 패키지
아이폰 3G의 출시 지역 현황

## 같이 보기
- IOS 및 iPadOS 제품 목록
- 스마트폰 비교
- 아이폰